# Boris Rieloff
Boris Rieloff, född 8 januari 1984 i Santiago, Chile, är en chilensk fotbollsspelare som spelar i Audax Italiano, på lån från Colo-Colo.
Förutom ett antal framträdanden i den chilenska högstaligan har Rieloff också medverkat i det chilenska landslaget.